# Orličan L-40 Meta Sokol
L-40 Meta Sokol je celokovový dolnoplošník československé výroby s uzavřenou cestovní kabinou pro 4 osoby. Přední štít kabiny je pevně připojen k trupu, zadní je odsouvací o 0,75 m. Přistává na 3 kolovém zatahovatelném podvozku. 
Od začátku vývojových prací byl zamýšlen jako náhrada za úspěšné letouny M-1D Sokol.

## Historie letounu

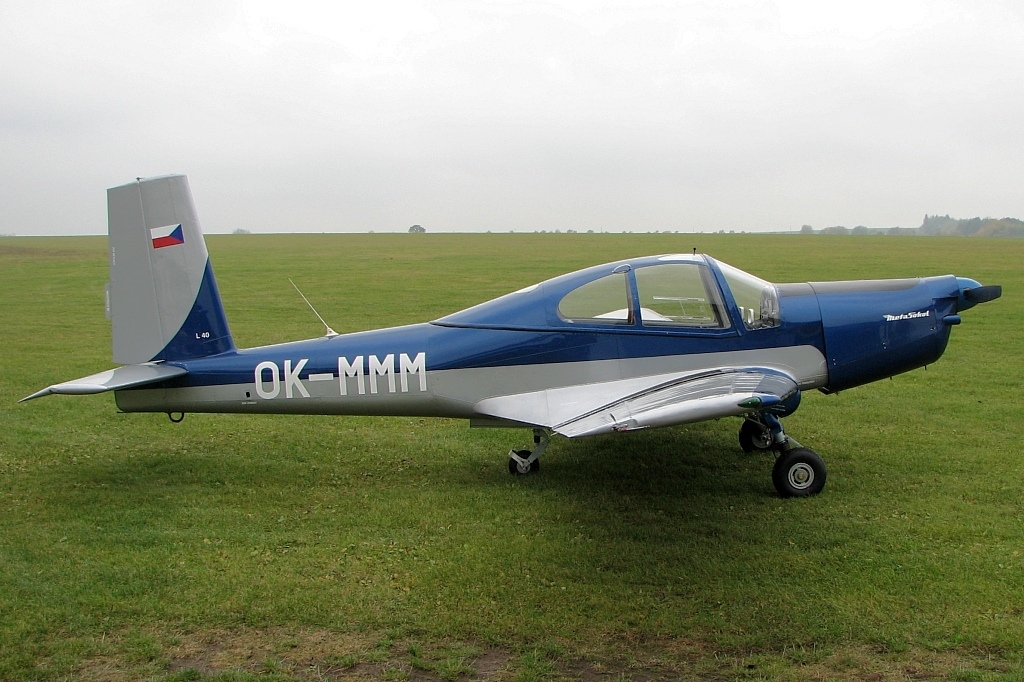
Orličan L40 Meta Sokol (OK-MMM)

Dne 30. července 1950 zalétal šéfpilot Automobilových závodů Orličan v Chocni Alfons Koblížek prototyp letadla XLD-40 Mír. Bylo vyrobeno pod vedením vedoucího konstruktéra Zdeňka Rubliče pro leteckou turistiku a pro sportovní létání. Značnou pozornost vzbuzovaly sdružené (motýlkové) ocasní plochy, v těchto letech populární dík letounu Beechcraft 35 Bonanza. Dne 1. září 1950 byl však prototyp velmi vážně poškozen v důsledku nouzového přistání u Velehradu při letu do Kunovic. Po opravě pokračovaly zkoušky v Zalétávacím oddělení v Letňanech.
V roce 1953 Rublič pro letoun připravil jednoduché klasické ocasní plochy.
Rekonstrukce byla dokončena až 15. března 1954 pod označením LD-40 (OK-EKZ) a nový prototyp již létal s klasickými ocasními plochami. Přínosem byla také stavitelná vrtule K 401 E z letounu Aero Ae-45. 3. srpna 1954 byly zahájeny zkoušky ve VZLÚ, na jejichž základě byla na letounu provedena řada zlepšení. OK-EKZ následně sloužil v Otrokovicích, poté ve výrobním závodě a v bývalém aeroklubu Choceň do léta 1965.
Značně přepracovaný druhý prototyp (OK-KHA) poprvé vzlétl až 29. března 1956 avšak ani ten nevyhovoval požadavkům. Nezbytné úpravy proto byly realizovány na rozestavěném prototypu XL-40 číslo 3, zalétaném 30. srpna 1956.  Ministerstvem přesného strojírenství bylo rozhodnuto výrobit v následujícím roce ověřovací desetikusovou sérii Meta-Sokolů. Pro neustálé potíže s novým motorem ing Šimůnka byly zabudovány starší motory Walter Minor 4-III. Státní zkoušky nového typu byly uzavřeny v květnu 1958.
Po dokončení výboje vzduchem chlazených čtyřválců Walter M-332 s přímým vstřikováním paliva a kompresorem o výkonu 103 kW se vzletové a výškové charakteristiky L-40 výrazně zlepšily a to při poklesu vlastních provozních nákladů. Vznikl tak letoun mimořádných kvalit o čemž svědčí řada mezinárodních rekordů, např. 8.-9. srpna 1959 pilot VZLÚ ing. Jiří Kunc nalétal na trojúhelníku Letňany-Benátky nad  Jizerou-Říp 4756 km během 27 hodin letu. Vytvořil tak mezinárodní rekord v podtřídě C-1-b, letouny do hmotnosti 500–1000 kg. 
První letoun ověřovací série (OK-KHO) byl dokončen na konci roku 1957, který byl upraven pro organizaci Svazarm jako výsadkový. 18. února 1958 letoun havaroval během zkoušek společného výsadku, kdy jeden ze zkušebních parašutistů zachytil o stabilizátor a neovladatelný stroj dopadl u choceňského letiště. V jeho troskách zahynul šéfpilot Alfons Koblížek. Ostatní Meta-Sokoly ověřovací série byly dokončeny v polovině roku 1958.
Sériová výroba běžela do konce roku 1959, kdy letoun s pořadovým číslem 106 zároveň ukončil výrobu motorových letadel v Chocni. K podpoře prodejnosti do zahraničí byl jeden exemplář zkušebně vybaven americkým plochým čtyřválcovým motorem Continental O-300B o výkonu 110 kW s vrtulí Avia V-410C. Vinou nevhodné kapotáže se pohonná jednotka nadměrně zahřívala a další vývojové práce byly zastaveny. Skoro 60% Meta-Sokolů však bylo exportováno do šestnácti zemí světa. Odběrateli se tak stala například Austrálie, NSR, NDR, Švýcarsko, nebo Velká Británie.

## Specifikace

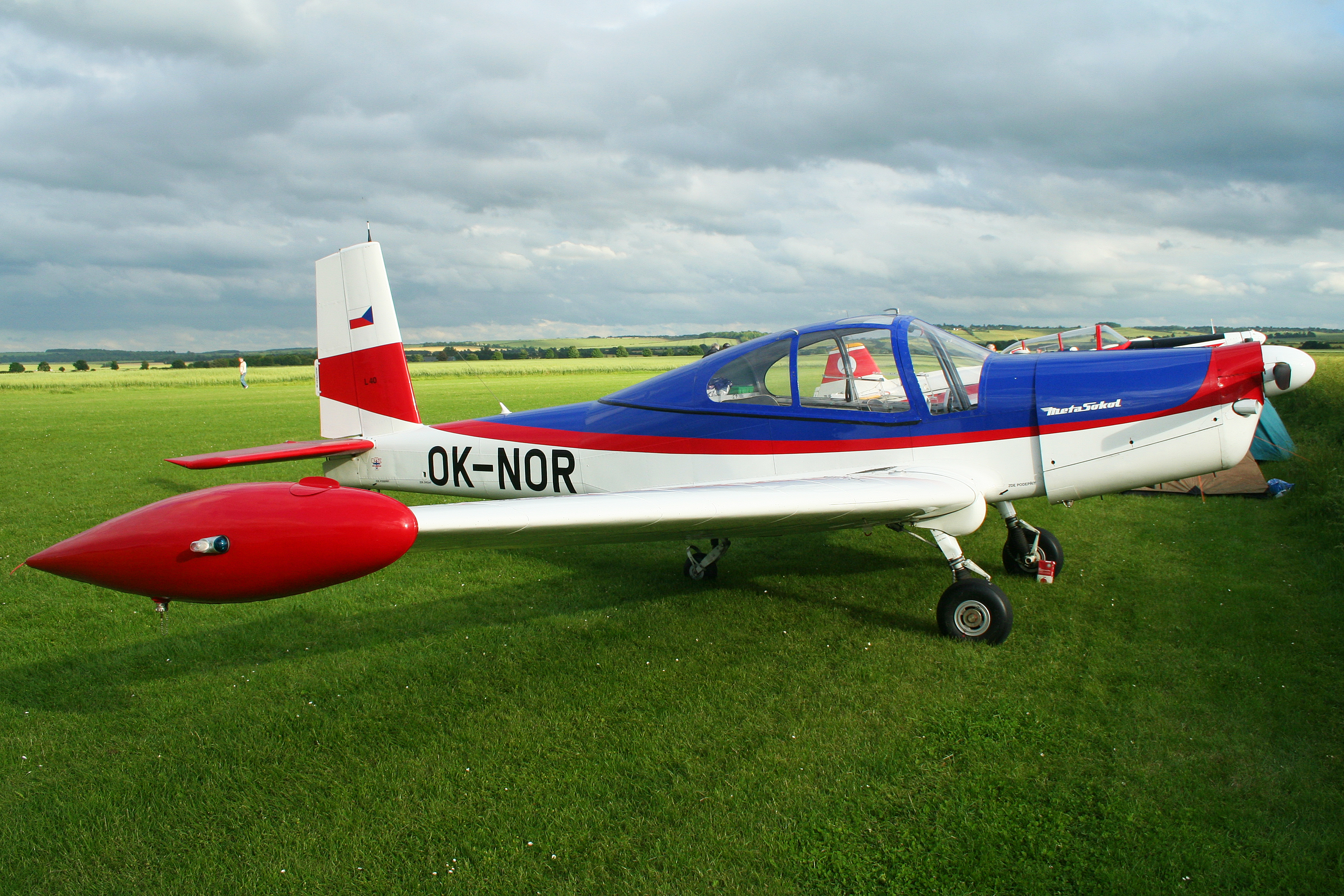
Orličan L-40 Meta-Sokol (OK-NOR)

Údaje dle 

### Technické údaje
- Osádka:
- Kapacita:
- Rozpětí: 10,10 m
- Délka: 7,54 m
- Výška: 1,23 m
- Nosná plocha: 14,56 m²
- Hmotnost prázdného letounu: 535 kg
- Vzletová hmotnost: 935 kg
- Zatížení na jednotku nosné plochy: 64,5 kg/m²
- Pohonná jednotka: invertní řadový vzduchem chlazený šestiválec Walter M-332

### Výkony
- Max. rychlost u hladiny moře: 225 km/h
- Cestovní rychlost ve výšce 1200 m: 210 km/h
- Přistávací rychlost: 95 km/h
- Praktický dostup: 5050 m
- Dolet s přídavnými nádržemi: 1100 km
- Délka vzletu přes 15 m překážku: 485 m
- Délka přistání přes 15 m překážku: 525 m